# Alice Walton
Pour les articles homonymes, voir Walton.
Alice Walton, née le 7 octobre 1949, est l'unique fille de Sam Walton, fondateur de Walmart, dont elle a hérité la fortune avec ses frères Rob, Jim et John.

## Biographie
Alice Walton est née à Newport, Arkansas. Elle est diplômée d'un Bachelor of Art en économie et finances du Trinity University (San Antonio). 

### Fortune
En 2016, la famille Walton était la plus riche des États-Unis, avec une fortune estimée à 160 milliards de dollars américains, obtenue grâce à la multinationale Wal-Mart (ou Walmart), fondée en 1962. En 2021, la fortune de la famille grimpe à 240 milliards. 
En 2017, elle est devenue la femme la plus riche du monde (après le décès de Liliane Bettencourt, qui occupait ce rang avant elle). D'après le classement de la revue Forbes, elle arrivait au 17e rang global au palmarès des personnes les plus riches du monde (derrière son frère Jim Walton – voir la « Liste des milliardaires du monde en 2017 »), avec une valeur nette patrimoniale estimée à 38,2 milliards de dollars américains.  
En 2018, la famille Walton a gagné 4 millions de dollars par heure, soit 100 millions par jour. Les salariés de l'entreprise gagnent quant à eux en moyenne 11 dollars par heure. Selon le classement Fortune 500, Walmart est le plus gros employeur aux États-Unis, et de loin. 
En 2021, sa fortune personnelle s'élève à 68 milliards de dollars.
En 2023, elle est considérée par le classement Forbes des milliardaires comme la 3e femme la plus riche du monde.

### Investissement dans l'art
Alice Walton investit massivement dans l'art aux Etats-Unis.
En 2004, elle achète pour plus de 20 millions de dollars d’œuvres par téléphone en une journée dans une vente de Sotheby’s.
En 2005, elle rachète à la bibliothèque publique de New York Kindred Spirits d’Asher B. Durand pour 35 millions de dollars.
En novembre 2011, Alice Walton a investi personnellement au moins un milliard de dollars dans la construction du Crystal Bridges Museum of American Art, un musée gratuit d'art américain dans une petite ville de l'Arkansas. Elle avait déclaré à ce sujet : « Il y avait des années que je réfléchissais à ce que nous pouvions faire, en tant que famille, pour apporter une contribution vraiment significative dans cette partie du monde ». Elle finance notamment des programmes de stage à travers le musée
En 2017, elle fonde la Fondation Art Bridges qui soutient des expositions d'art américain.